# جیمی فلوید هاسلبنک
 جرل هاسلبنک  که معمولاً با نام جیمی فلوید هاسلبنک (به انگلیسی: Jimmy Floyd Hasselbaink) (زاده ۲۲ مارس ۱۹۷۲ - پاراماریبو - سورینام) شناخته می‌شود، بازیکن فوتبال اهل هلند است.

## تیم ملی
وی سابقه عضویت در باشگاه‌های آلکمار، لیدز یونایتد، چلسی و میدلزبورو را دارد.
هاسلبنک ۲۳ بازی و ۹ گل ملی در کارنامه دارد و در جام جهانی ۱۹۹۸ حضور داشته‌است.